# Andrelândia
Andrelândia est une ville brésilienne du sud de l'État du Minas Gerais.

## Géographie
Andrelândia se situe par une latitude de 21° 44' 24" sud et par une longitude de 44° 18' 32" ouest, à une altitude de 998 mètres.
Sa population était de 12 146 habitants au recensement de 2010. La municipalité s'étend sur 1 005 km2.
Elle est le principal centre urbain de la microrégion d'Andrelândia, dans la mésorégion du Sud et Sud-Ouest du Minas.
Par la route, la ville se trouve à 305 km de Rio de Janeiro, 470 km de São Paulo, 299 km de Belo Horizonte et 650 km d'Uberaba.